# Escudo piroclástico

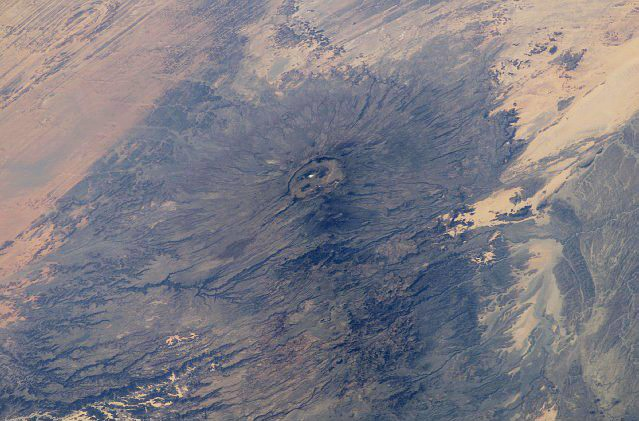
Emi Koussi visto da International Space Station.

Escudo piroclástico ou escudo ignimbrítico é a designação dada em vulcanologia a um um tipo pouco comum de vulcão-escudo. Ao contrário da maioria dos vulcões-escudo, os escudos piroclásticos são formados maioritariamente por rochas piroclásticas resultantes de erupções explosivas, em vez de lava basáltica relativamente fluida, proveniente de crateras ou fissuras na superfície do vulcão.

## Descrição
Estes vulcões apresentam normalmente encostas de baixo ângulo e têm frequentemente uma caldeira central causada por grandes erupções. A lava é normalmente extrudida após o fim da atividade explosiva. A escassez de depósitos de queda associados à erupção pliniana indica que os escudos piroclásticos são caracterizados por colunas plinianas baixas.
Sabe-se que os escudos piroclásticos se formam nos Andes Centrais da América do Sul, bem como na Melanésia (só a ilha de Bougainville tem dois). Existem também escudos piroclásticos em África, como o Emi Koussi no Chade.

## Exemplos
- Ambrym, Vanuatu
- Apoyeque, Nicarágua
- Masaya, Nicarágua
- Billy Mitchell, Bougainville, Papua Nova Guiné
- Emi Koussi, Chade
- Laguna Colorada, Bolívia
- Loloru, Bougainville, Papua Nova Guiné
- Cerro Panizos, Bolívia
- Complexo de Puricó, Chile
- Vulcão Rabaul, New Britain, Papua Nova Guiné
- Sacabaya, Bolívia
- Tata Sabaya, Bolívia